# Patzschke & Partner Architekten

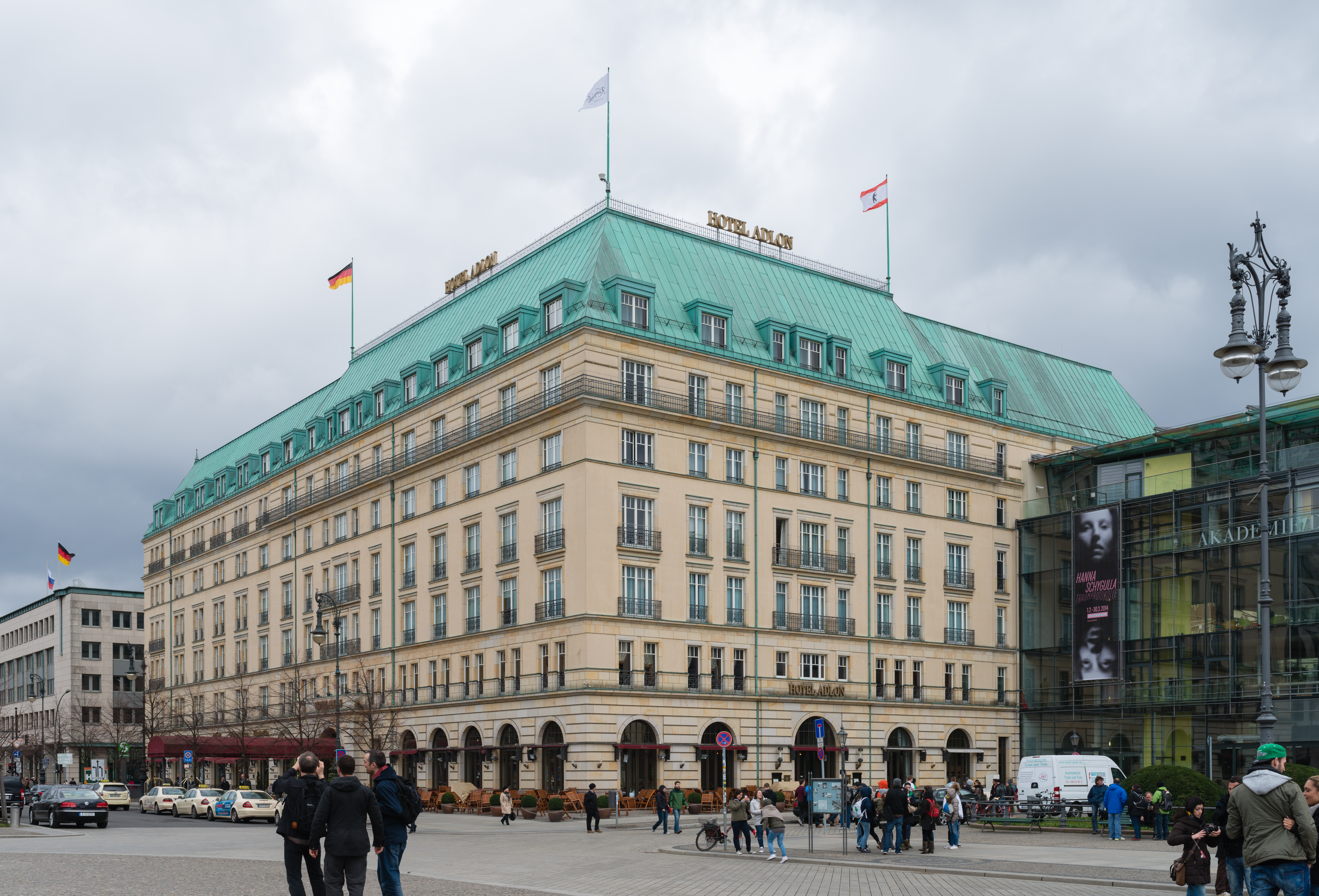
Hotel Adlon, 1997

Patzschke & Partner Architekten ist ein Architekturbüro in Berlin. Es wurde 1968 gegründet und arbeitet hauptsächlich an zeitgenössischen Bauten in klassischen Stilen. Einer breiten Öffentlichkeit bekannt wurde es mit dem 1997 fertiggestellten Neubau des Hotel Adlon in Berlin-Mitte.

## Architekturbüro
Das Architekturbüro wurde 1968 von den Zwillingsbrüdern Jürgen (1938–2020) und Rüdiger Patzschke (1938–2023) gegründet. Sie planten über 300 Gebäude allein für Berlin, über 600 weltweit.
Von 1991 bis 1999 war Rainer-Michael Klotz Partner, und die Bürogemeinschaft hieß Patzschke, Klotz & Partner.
Ein Schwerpunkt der Architektengemeinschaft ist die Planung von Hotels und hochwertigen Wohn- und Geschäftsbauten in der gesamten Welt. Bisher stehen ihre Bauten in über 15 Ländern. Seit 2002 entwickelt sich ein Generationswechsel. Robert Patzschke und Till-Jonathan Patzschke leiteten das Atelier nun gemeinsam mit den Partnern Michael Mohn und Christoph Schwebel; künstlerische Regie führt Michael Matusiak. Neben dem Stammsitz in Berlin wurde ab 2005 ein Zweigbüro in Goa in Indien aufgebaut. Eine weitere Zweigstelle ist in Istanbul in der Türkei angesiedelt.

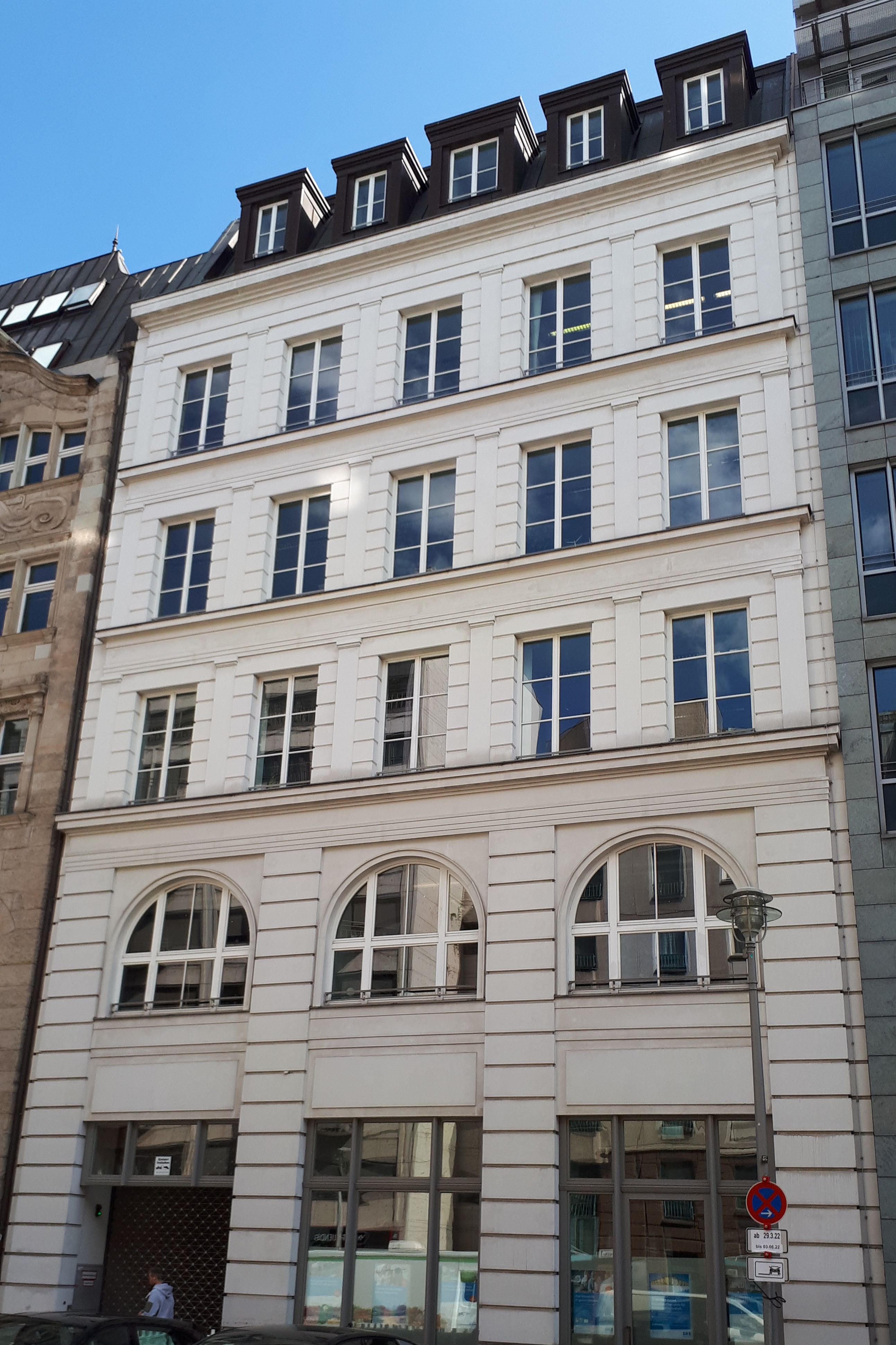
Kronenpalais in Berlin, 1998

## Stil
Das Büro konzentriert sich auf klassisch-traditionelle und historisierende Architektur, der „Raster-Architektur entgegen“. Plastische Details werden bei den Gebäudeentwürfen betont.
Für das historisierende Hotel Adlon wurde das Büro um 1997 von einigen Architekten kritisiert. Der Architekt und Kulturstaatssekretär Bernhard Schneider sprach etwa von „röhrenden Hirschen aus Stein“. In der Öffentlichkeit wurde das Hotel jedoch gut angenommen. „Die Patzschke-Bauten sind nicht nur populär, sie sind auch wirtschaftlich erfolgreich“, stellt Der Spiegel in der Ausgabe 13/2000 fest.
Jürgen und Rüdiger Patzschke vertraten den Standpunkt, „dass nur die architektonische Tradition die Stadt wieder schöner und lebenswerter machen könne“.

## Bauten (Auswahl)

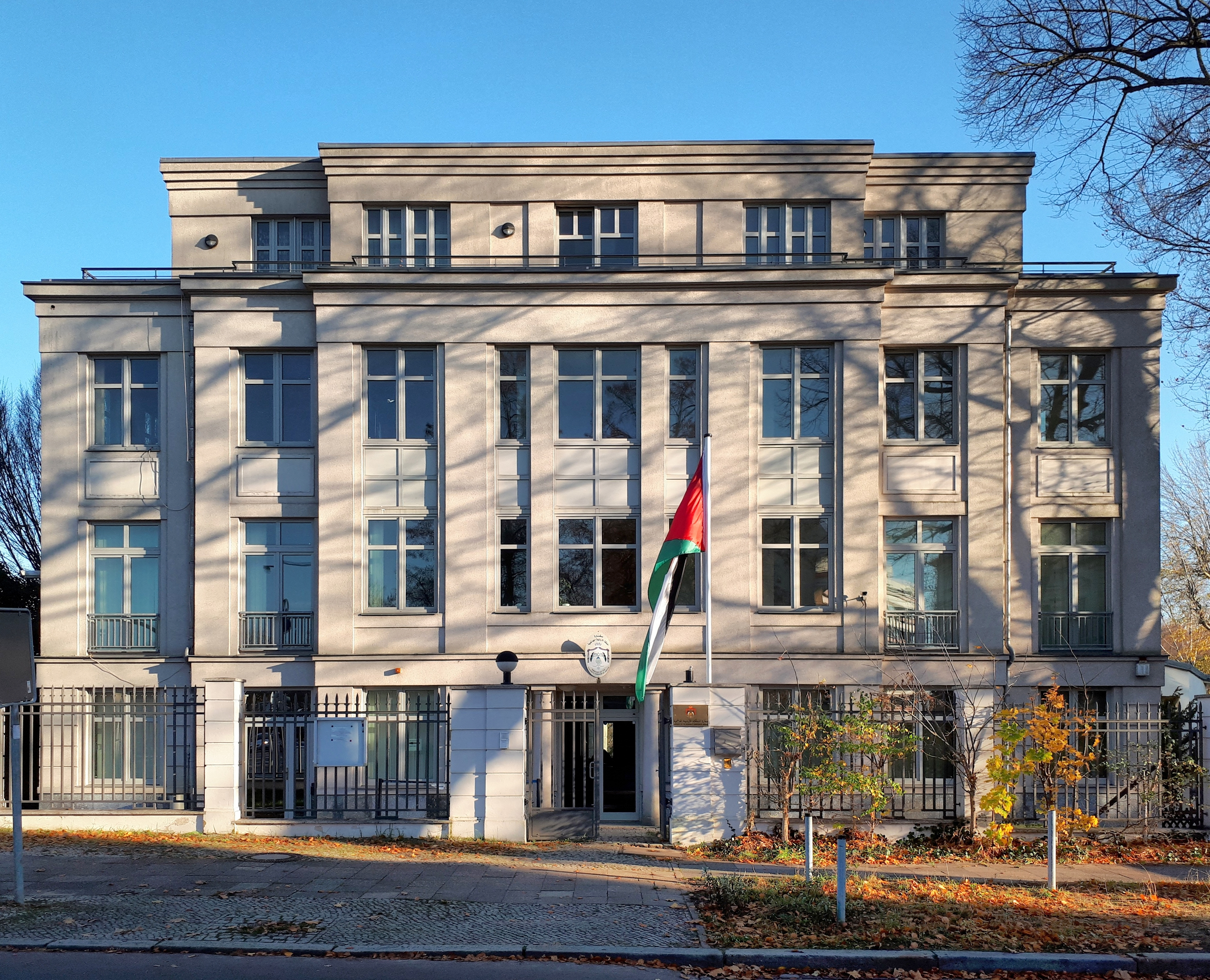
Jordanische Botschaft, Berlin, 1995 erbaut

- 1975: Bahia Feliz, Gran Canaria, Spanien

Patzschke, Klotz & Partner
- 1995: Jordanische Botschaft in Berlin
- 1997: Hotel Adlon, Berlin
- 1997: The Manohar Hotel, Begumpet / Hyderabad, Indien
- 1998: Dompalais, Berlin
- 1998: Kronenpalais, Berlin
- 1998: Charlottenpalais, Berlin

Patzschke & Partner Architekten
- 2004: Memhard Ensemble, Berlin

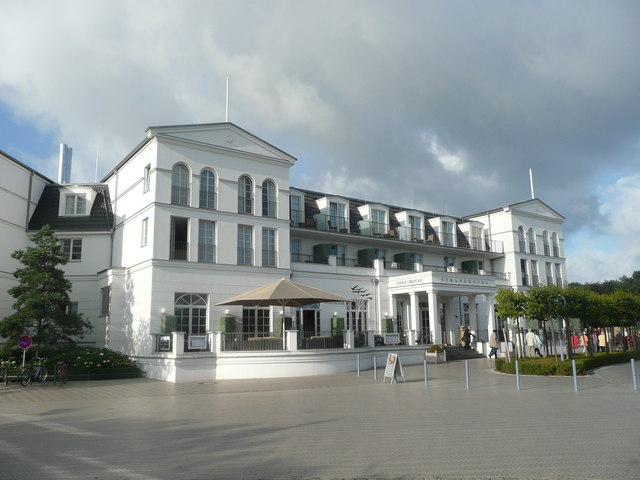
Strandhotel Zingst, 2006 erbaut

- 2006: Steigenberger Strandhotel Zingst
- 2006: Rüdesheimer Platz 6, Berlin
- 2007: Leipziger Straße 126 – 128, Berlin
- 2009: Teltower Damm 15–17, Berlin
- 2009: Candolim Beach Lounge, Goa, Indien
- 2012: Quartier Am Auswärtigen Amt, Berlin-Mitte
- 2012: Quartier Mühlenberg, Saarbrücker Straße 26–28, Berlin-Mitte
- 2011: Mangrove View, Villa in Candolim, Goa, Indien
- 2012: Villa in Saipem (Saipem Hills), Goa, Indien[10]
- 2013: Rosengärten, Württembergische Str. 44–48, Berlin-Wilmersdorf[11]
- 2014: Achilleon, Berlin-Wilmersdorf
- 2015: RTL Hauptstadtstudio, Behrenstraße 19, Berlin-Mitte
- 2015: Titanic Deluxe Hotel, Französische Str. 28/29, Berlin-Mitte[12]
- 2015: Simon-Palais, Berlin, Gebäude am Forum Museumsinsel, Sanierung/Teilrekonstruktion/Ergänzung eines Altbaus von 1910 (Krankenstation der Charité für Frauen und Mädchen)
- 2015: Parkresidenz Monbijou, Gebäude am Forum Museumsinsel, Sanierung/Teilrekonstruktion/Ergänzung eines Altbaus von 1906 (ehemaliges Forschungsinstitut)
- 2015: Wohnen Am Spittelmarkt, Berlin
- 2016: Kronprinzengärten Haus 1, Oberwallstraße 31, Berlin-Mitte
- 2016: Villen-Ensemble Paulinum Dahlem, Altensteinstraße, Berlin-Dahlem[13]
- 2017: Klostergärten, Klosterstraße 65, Berlin-Mitte
- 2018: Wilhelmstraße 56–59, Berlin-Mitte
- 2018: Boxhagener Str. 79–82, Berlin-Friedrichshain
- 2019: Kaiserdamm 116, Berlin-Charlottenburg
- 2019: Schloßstraße 92, Berlin-Steglitz
- 2022: Nassauische Str. 35, Berlin-Wilmersdorf
- 2023: Forum an der Museumsinsel (Haupttelegrafenamt)
- 2023: Postfuhramt Mitte[14]

## Mitgliedschaften
- Council of European Urbanism
- International Network for Traditional Building, Architecture & Urbanism